# Pierre Vachon (musicologue)
Pour les articles homonymes, voir Pierre Vachon et Vachon.
Pierre Vachon (né le  8 juin 1963 à Saint-Joseph-de-Beauce) est un musicologue, animateur et conférencier québécois.

## Biographie
Après l'obtention de son doctorat en 2004 à l'Université de Montréal et un travail de traducteur, il rédige des articles sur la musique romantique et sur l’histoire de la musique au Canada. Il contribue entre autres au Dictionnaire biographique du Canada dans lequel il rédige notamment les notices biographiques d’Emma Albani, Rodolphe Plamondon et Émiliano Renaud.
En 2000, il publie un monographie sur Emma Albani aux éditions Lidec. 
Communicateur recherché, il est durant une quinzaine d'années réalisateur-animateur à la Chaîne culturelle de Radio-Canada, où il demeure un invité régulier, conférencier sur la musique et l'opéra un peu partout au Québec, chargé de cours à l’Université de Sherbrooke, à l'Université de Montréal et l'Université du Québec à Montréal, et animateur de plusieurs séries de causeries sur la musique dont Place à l’opéra à la Grande Bibliothèque de Montréal.
En 2006, il devient directeur des communications, du marketing et des projets spéciaux, puis de l'Action communautaire et éducative à l’Opéra de Montréal. On lui doit notamment les projets Apéro à l’opéra, préOpéra, description détaillée de l'opéra avant sa représentation, métrOpéras, durant lesquels des musiciens interprètent des grands airs en pleine heure de pointe dans des stations du métro de Montréal, la série Parlons Opéra!, conférences musicales sur l'opéra, ainsi que plusieurs projets destinés à donner à l'opéra et la musique une portée plus sociale : Opéra de rue pour les itinérants en collaboration avec l’organisme communautaire Le Sac à dos, et des projets de co-création tels coOpéra pour les enfants de milieux défavorisés, YO’péra, avec des jeunes de 14 à 24 ans souffrant de maladie mentale et physique, La gang à Rambrou, pour la déficience intellectuelle et l’autisme, et plusieurs ateliers destinés à des participants avec une déficience auditive ou visuelle.
Il a également siégé sur plusieurs conseils d’administration dont Bénévoles d’affaires et le Conseil québécois de la musique et siège toujours sur celui de la Société pour les arts en milieux de santé qu’il a cofondé en 2009.

## Publications
- Pierre Vachon, Emma Albani, Montréal, Lidec, 2000, 62 p. (ISBN 2-7608-7074-X, présentation en ligne).
- Notices de livrets pour les disques ATMA Classique.
- Articles dans Frontières, Les Cahiers de la Société québécoise de recherche en musique (SQRM), la Revue de musique des universités canadiennes et le Dictionnaire biographique du Canada.